# Galvanometro balistico
Un galvanometro balistico è un tipo di amperometro.
Qualunque galvanometro il cui equipaggio mobile abbia un periodo di oscillazione assai lungo può funzionare come balistico. Generalmente si preferisce il tipo magneto-elettrico, perché su un circuito di resistenza grandissima funziona con smorzamento praticamente nullo.
Le caratteristiche principali un galvanometro balistico sono il grande momento d'inerzia dell'equipaggio mobile ed il conseguente piccolo smorzamento.
L'equipaggio mobile, sotto l'azione di una corrente di scarica pressoché istantanea cui corrisponde una certa quantità di elettricità, subisce un impulso con conseguente moto oscillatorio armonico (caso teorico di smorzamento nullo) ad oscillazioni di ampiezza tanto maggiore, per uno stesso strumento, quanto maggiore è la quantità di elettricità che nella scarica istantanea attraversa la bobina mobile. L'ampiezza della prima oscillazione dell'equipaggio mobile si chiama elongazione. È necessario ch'essa si svolga lentamente affinché se ne possa leggere comodamente il valore massimo. Tanto più che, se è lento il movimento, è probabile che prima ancora ch'esso sia iniziato, tutta la scarica sia passata attraverso lo strumento e che l'impulso che subisce l'equipaggio mobile sia praticamente dovuto alla quantità totale di elettricità che lo attraversa.
Si chiama sensibilità balistica, il numero che esprime la deviazione corrispondente all'unità di quantità di carica elettrica che attraversa sotto forma di scarica istantanea lo strumento. Le oscillazioni dell'equipaggio mobile sono leggermente smorzate (è impossibile ottenere che non vi siano assolutamente smorzamenti); l'elongazione è proporzionale alla quantità di carica che passa attraverso il galvanometro. 
Il coefficiente di proporzionalità si chiama costante balistica (kb) e dipende, in questo caso, oltre che dalla costante reometrica ({\displaystyle \ K={C \over B\alpha n}} per un galvanometro magneto-elettrico) dello strumento, anche dalle caratteristiche del circuito.
La determinazione di kb si fa nel modo seguente: si scarica sul galvanometro un condensatore campione il quale abbia una carica q; se α1 e α2 sono le prime due letture fatte sulla scala, corrispondentemente alle due prime deviazioni da una stessa parte, si può scrivere:
{\displaystyle \ k_{b}={q \over \alpha _{1}+{\alpha _{1}-\alpha _{2} \over 4}}}
È conveniente usare il galvanometro balistico magneto-elettrico con derivatore purché si ricorra al tipo di derivatore universale; perché in queste condizioni il galvanometro funziona chiuso su una resistenza costante e quindi con smorzamento pure costante. Con l'aggiunta del derivatore, varia naturalmente la costante balistica del galvanometro.
Quando un galvanometro balistico deve essere usato in un circuito chiuso è opportuno determinare volta per volta la costante balistica nelle condizioni d'impiego. Ad esempio, se il galvanometro balistico deve essere usato per determinare in un circuito elettromagnetico il valore di una extra-corrente, per la taratura del galvanometro e la determinazione quindi della costante balistica, è opportuno servirsi di un circuito contenente una bobina d'induzione, in modo da avere nelle due misure lo stesso smorzamento.
Per poter variare il periodo d'oscillazione, un dispositivo usato con buoni risultati è quello ottenuto aggiungendo all'equipaggio mobile un'asticina filettata orizzontale ai cui estremi sono avvitate due palline o due emisferi di rame.
Il momento d'inerzia dell'equipaggio mobile varia con la posizione dei due contrappesi. È importante che l'aggiunta della piccola massa all'equipaggio mobile aumenti notevolmente il momento d'inerzia senza però aumentare sensibilmente il peso dell'equipaggio mobile stesso.
Il momento d'inerzia può anche essere variato aumentando il numero di spire della bobina e facendo il telaietto di supporto più grande col lato maggiore orizzontale.